# 藤宮神社 (川越市)
藤宮神社（ふじのみやじんじゃ）は、埼玉県川越市の神社。

## 歴史
創建年代は不明である。口伝によれば、かつて当地には藤の大木があり、神がその藤を愛でて下界に降臨したことから、神社を創建したという。「大正寺」が別当寺であった。大正寺は天台宗の寺院であったが、明治初期の神仏分離により、廃寺に追い込まれた。
1872年（明治5年）、近代社格制度に基づく「村社」に列せられ、1908年（明治41年）の神社合祀により周辺の14社が合祀された。しかし、これらの合祀された14社のうち2社は、1952年（昭和27年）に復祀されている。

## 文化財
- 石田藤宮神社の筒粥神事（川越市指定文化財 昭和47年2月8日指定）[2]
- 石田の獅子舞（川越市指定文化財 平成16年3月24日指定）[3]

## 交通アクセス
- 路線バス府川停留所より徒歩4分。